# 北安庄乡
北安庄乡，是中华人民共和国河北省邯郸市武安市下辖的一个乡镇级行政单位。

## 行政区划
北安庄乡下辖以下地区：
北安庄村、同会村、南安庄村、大洺远村、东周庄村、西周庄村、张粟山村、黄粟山村、魏粟山村、东大河村、西大河村和杜家庄村。